# JR貨物コキ70形貨車
JR貨物コキ70形貨車（JRかもつコキ70がたかしゃ）は、日本貨物鉄道（JR貨物）が1991年（平成3年）に多目的輸送用として製作した貨車（コンテナ車）である。

## 概要
国鉄時代の1978年（昭和53年）以降途絶えていた海上コンテナの鉄道輸送は、JR貨物発足直後の1989年（平成元年）4月にコキ100系を使用して再開された。これは同年の「横浜博 (YES'89)」開催期間の交通渋滞を回避する一時的なものであったが、直後に実施された運輸省（当時）のモーダルシフト推進政策や、好景気下でトラック輸送業界の人員不足が顕在化したことを受け、JR貨物は輸出入貨物の国内輸送を本格的に開始することとした。コキ100系は床面高さの関係で高さ9フィート6インチ (9 ft 6 in) のハイキューブ（背高）コンテナが積載できないこともあり、背高コンテナと航空コンテナも積載できる新型コンテナ車の開発が開始された。
背高コンテナ積載のために採用された低床構造を活用し、大型トラックのピギーバック輸送にも使用できる多目的貨車として開発され、1991年（平成3年）3月26日にコキ70形として2両 (901,902) が川崎重工業にて試作された。
本形式は後年の情勢変化により量産はされなかったが、「低床式多目的車両」の設計思想はコキ71形の「カーラックシステム」などに継承されている。

## 構造
台枠はコンテナ車標準の魚腹形側梁であるが、高さ9 ft 6 inの背高コンテナを積載できるよう、床面高さ709 mmの低床平床構造としている。このため、中間の連結器は高さを550 mmまで下げた固定連結器とされ、2両を1ユニットとして運用する。車体長は19,800 mm、外部塗色はファーストブルー（明るい青）である。
トラックは自走で積載する方式で、床面には走路を設け、ユニット両端の端梁は積載のため開閉できる構造である。コンテナ緊締装置はトラックを積載可能とするため、着脱式とされた。
積載能力はコンテナの場合、JR20 ftが3個、JR30 ft・ISO規格 20 ft (20.3 t) が2個、同 20 ft (24.0 t)・同 40 ft・同 45 ftが1個積載できる。JR12 ftコンテナは緊締装置がないため積載できない。トラックは11 t車が1台、4 t車が2台、20 kLタンクローリーが1台積載できる。
台車は床面を下げるため車輪径を610 mmに小型化したFT11形である。軸箱装置はシェブロンゴム支持、低床構造の条件下で減衰性能を確保するためボルスタレス式空気ばね台車とされた。ディスクブレーキや滑走防止装置を装備した基礎ブレーキ装置はJR貨物の貨車では初の採用である。
ブレーキ装置はコキ100系と同様なCLE方式（応荷重式電磁自動空気ブレーキ）を装備し、電磁弁は奇数車 (901) に装備する。

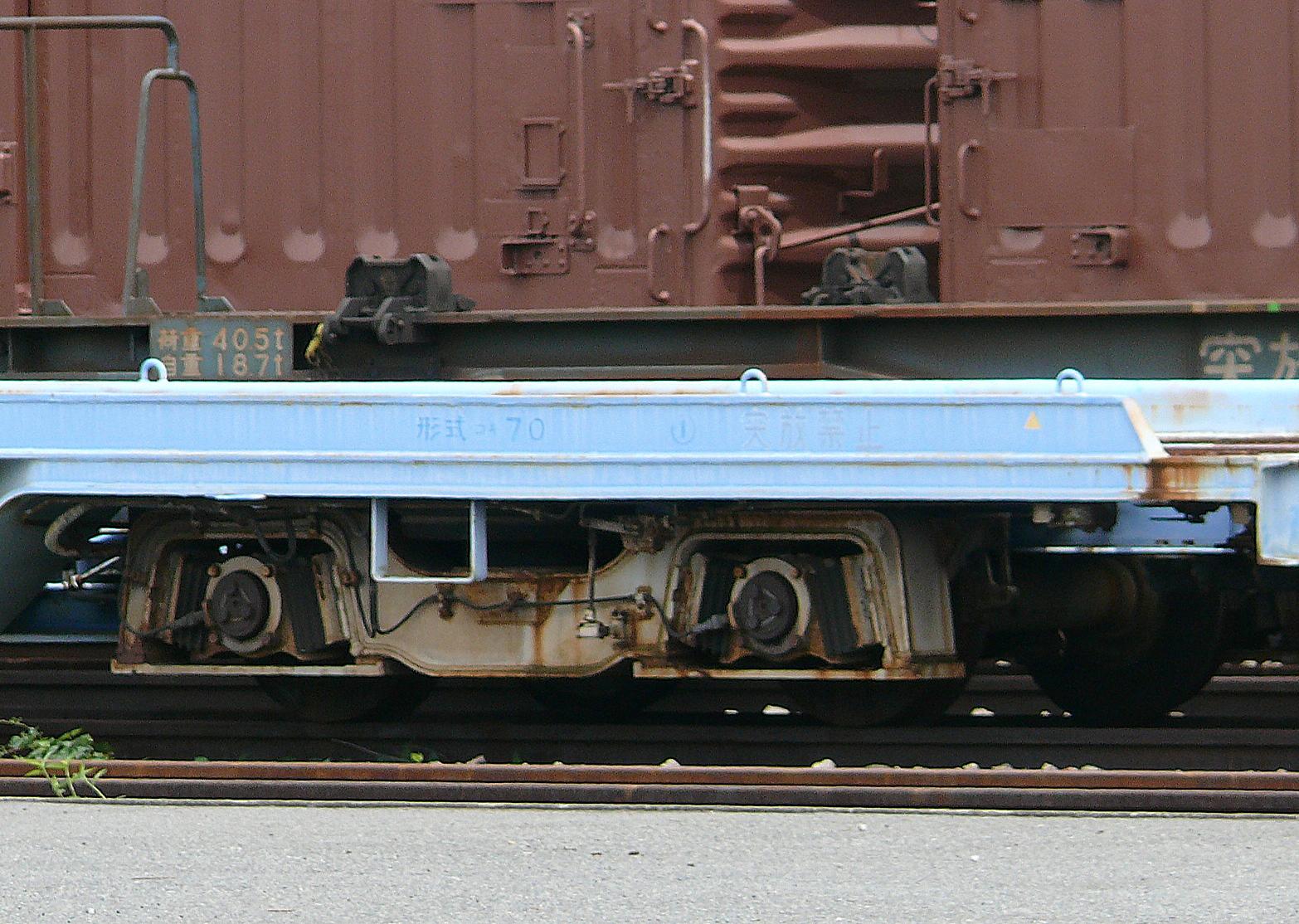
コキ70のFT11形台車
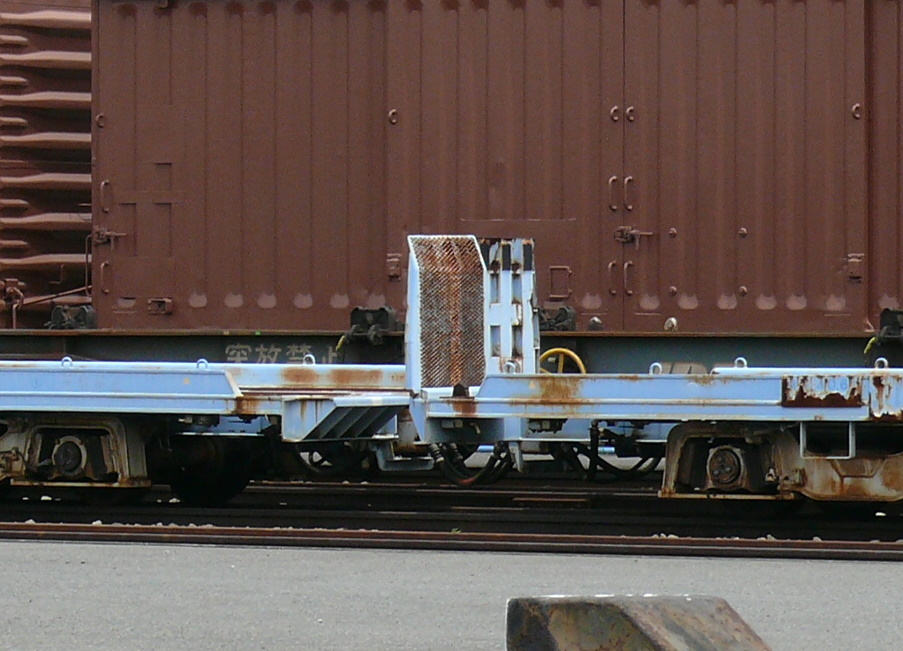
901と902の間に設けられたトラック積載時の走路用の渡り板

## 現況

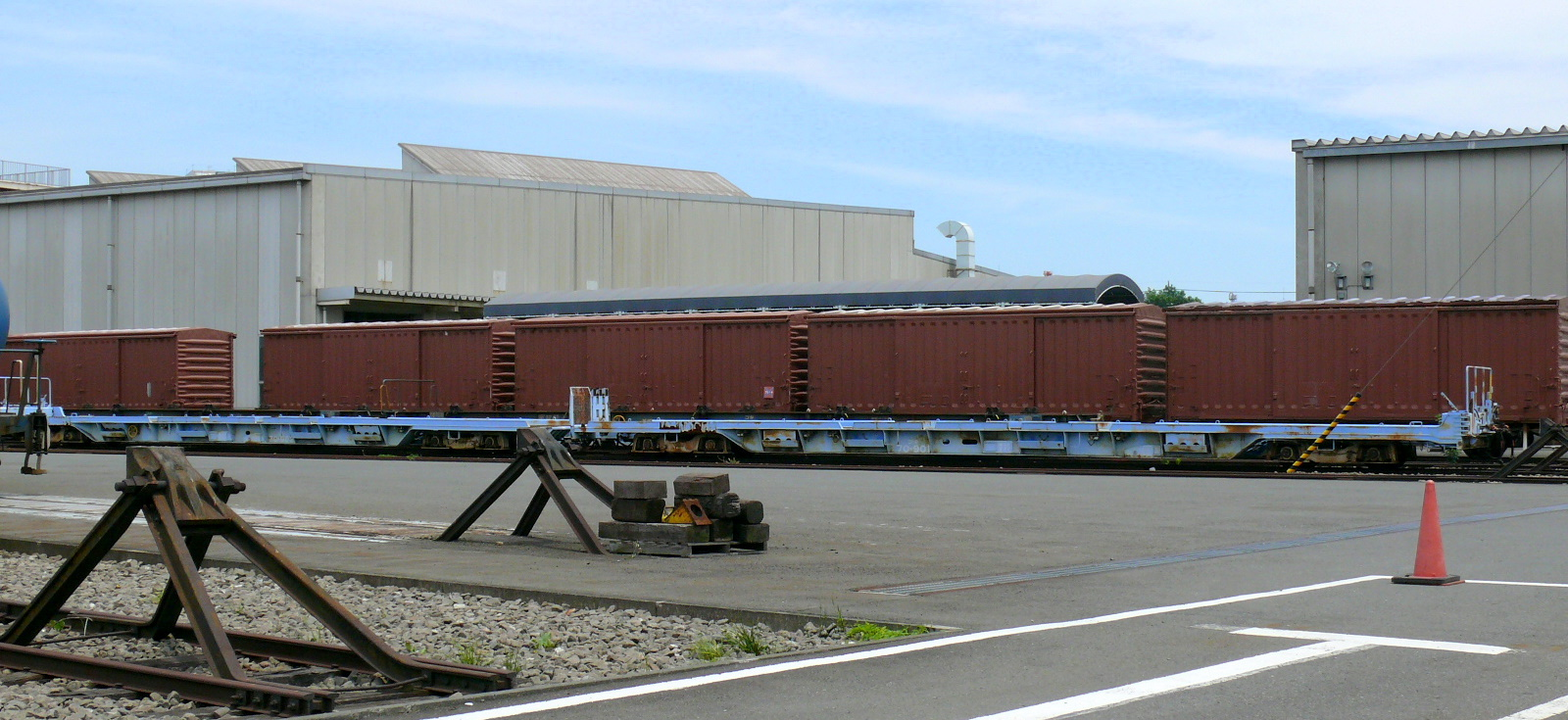
コキ70形の901と902
（2008年）

本形式は1ユニット2両が製作され、1992年（平成4年）から営業運転に使用されたが、量産車は製作されなかった。これは景気後退によるピギーバック輸送の需要減少や、後年の建築限界調査で背高コンテナ輸送に必ずしも低床車両を必要としないことが判明したため、低床貨車を量産する意義が薄くなったことが原因として挙げられる。
現在、本形式は使用を休止（2003年（平成15年）3月31日廃車）し、川崎車両所内（川崎貨物駅）に留置されている。以降の海上コンテナ輸送はコキ106形やコキ200形の製作によって対応されている。